# Territoire douanier distinct de Taiwan, Penghu, Kinmen, Matsu
Le territoire douanier distinct de Taiwan, Penghu, Kinmen, Matsu (chinois traditionnel : 臺澎金馬個別關稅領域 ; chinois simplifié : 台澎金马个别关税领域) est le nom que l'Organisation mondiale du commerce a désigné comme le nom pour la république de Chine (Taïwan) à cause de la non-reconnaissance de cet État par la république populaire de Chine. Ce nom vient des territoires que la république de Chine administre : Taïwan, Penghu, Kinmen et Matsu.